# Mio fratello è pakistano
Mio fratello è pakistano è stato un programma televisivo italiano condotto da Teo Mammucari e andato in onda a partire da martedì 15 febbraio 2005 in seconda serata su Canale 5. 
La trasmissione segna il debutto in tv come valletta di Melissa Satta, che nell'autunno successivo diventerà velina di Striscia la Notizia.
Il programma era caratterizzato dalla presenza in studio di un gruppo di stranieri residenti in Italia ("l'assemblea internazionale"), che venivano invitati dal conduttore a commentare e giudicare persone, fatti e atteggiamenti tipicamente italiani. In studio presenti anche quattro esperti italiani a prenderne le difese e tre ballerine (vestite di verde, bianco e rosso) a incarnarne la beltà.
Nelle puntate non mancavano anche gli scherzi telefonici (che già avevano portato al successo di Mammucari con Libero) e l'introduzione di nuovi tormentoni, come il sito online per chiedere lo scioglimento dei Pooh ("www.sciogliamoiPooh").
Tra le particolarità della trasmissione vi era la presenza in studio di una gabbia con dentro un "uomo-canarino", che cantava a comando, uno spazio per "l'imbecille" (un trentenne muscoloso in perizoma) e un altro per la "scivolona" (una donna in carne che aveva partecipato alla trasmissione "Veline", facendo scivolare Mammucari mentre stavano ballando).